# Censo chileno de 1940
El XI Censo Nacional de Población de Chile fue realizado el día 28 de noviembre de 1940, y estuvo a cargo del Servicio Nacional de Estadísticas y Censos, El levantamiento se realizó sin complicaciones y en un ambiente propicio para una buena enumeración de los habitantes. Se utilizó el sistema Hollerith de procesamiento de datos, aprovechado ya en el análisis del Censo de 1930.

## Resultados generales
| Población total | 5 023 539 | 100   |
| Total Hombres   | 2 498 926 | 49,74 |
| Total Mujeres   | 2 533 613 | 50,26 |
| Total Urbana    | 2 928 723 | 58,3  |
| Total Rural     | 2 094 816 | 42,7  |

| Alfabetos           | 2 861 259 | 48,22 |
| Hombres Alfabetos   | 1 442 594 | 49,53 |
| Mujeres Alfabetas   | 1 418 665 | 46,96 |
| Analfabetos         | 2 049     | 34,53 |
| Hombres Analfabetos | 990 948   | 34,02 |
| Mujeres Analfabetas | 1 058 101 | 35,03 |
| Ignorados           | 1 022 687 | 17,23 |

| Solteros | 3 293 195 | 65,5 |
| Casados  | 1 469 814 | 29,2 |
| Viudos   | 252 852   | 5    |
| Anulados | 7678      | 0,15 |

| Agricultura y Pesca | 619 563 | 12,33 |
| Industrias          | 96 090  | 1,91  |
| Manufacturas        | 297 979 | 5,93  |
| Construcción        | 58 270  | 1,15  |
| Transporte          | 74 518  | 1,48  |
| Comercio            | 162 308 | 3,23  |
| Servicios           | 59 553  | 1,18  |
| Servicios Públicos  | 221 178 | 4,4   |
| Rentistas           | 27 195  | 0,54  |
| Varios              | 3453    | 0,06  |
| Servidumbre         | 145 631 | 2,89  |

## Fuente
- - Censo de 1940 - INE.

- Datos: Q5760500